# Mściszowski
Mściszowski (Mściszewski III) – polski herb szlachecki.

## Opis herbu
Opis z wykorzystaniem zasad blazonowania, zaproponowanych przez Alfreda Znamierowskiego:
W polu księżyc barkiem do czoła z dwiema gwiazdami na rogach i trzecią pośrodku, nad nim dwa krzyże kawalerskie w pas. W klejnocie – ogon pawia.

## Najwcześniejsze wzmianki
Pieczęć M. Mściszowskiego 1595. Według Przemysława Pragerta, Mściszowski należał do rodziny Mściszewskich herbu Sas Pruski.

## Herbowni
Mściszowski (Mściszewski).